# Nadege Herrera
Nadege Elena Herrera Vásquez (sinh ngày 17 tháng 11 năm 1986), là một người mẫu và thí sinh cuộc thi sắc đẹp người Panama. Sự nghiệp của cô bắt đầu vào năm 2004 khi ở tuổi 17, cô bước chân vào cuộc thi tại Panama mang tên Siêu mẫu Ford Thế giới và có danh hiệu "Chica và Chico Modelo". Sau cuộc thi này, Nadege giành được "Tour Casting Toàn cầu" được tổ chức cùng năm đó và hợp đồng trị giá 10.000 USD với Người mẫu Wilhelmina ở New York.
Kinh nghiệm làm mẫu của cô đã giúp cô giành được một số chiến dịch quảng cáo và biên tập quảng cáo lớn của Panama, giúp cô trở thành một trong những người mẫu nổi tiếng, phổ biến nhất trong cả nước. Năm 2009, cô đến Nam Phi để tham gia cuộc thi Hoa hậu Thế giới và dừng chân ở vị trí Top 7 chung cuộc. Cô cũng giành được chiến thắng tại một cuộc thi nhỏ ở Ecuador.
Năm 2007, Herrera được chọn vào chung kết trong chương trình thực tế Super Model Centroamérica, được tổ chức bởi người mẫu hàng đầu Costa Rica, cựu Hoa hậu châu Á Thái Bình Dương quốc tế và Hoa hậu Thế giới Costa Rica, Leonora Jiménez.
Cô cũng được chọn làm đại diện của Panama sẽ tranh tài tại Hoa hậu Trái Đất 2007 nhưng cô không tham dự cuộc thi.

## Realmente Bella Señorita Panamá 2009
Vào tháng 3 năm 2009, cô tham gia cuộc thi Realmente Bella Señorita Panamá và tại cuộc thi này,  cô giành danh hiệu Hoa hậu Thế giới Panama. Đi cùng với chiến thắng này, cô cũng giành quyền tham gia thi đấu ở cuộc thi Hoa hậu Thế giới.

## Hoa hậu Thế giới 2009
Herrera đại diện cho Panama tham gia cuộc thi Hoa hậu Thế giới 2009 được tổ chức vào ngày 12 tháng 12 năm 2009 tại Johannesburg, Nam Phi và cô được xếp trong số 7 người lọt vào vòng chung kết, kết thúc với vị trí thứ năm - Á hậu 4 và hoa hậu là Kaiane Aldorino ở Gibraltar.